# Dolnośląskie Centrum Chorób Płuc we Wrocławiu
Dolnośląskie Centrum Chorób Płuc we Wrocławiu (DCChP) – szpital pulmonologiczny mieszczący się przy ulicy Grabiszyńskiej we Wrocławiu.

## Historia
Szpital Zakonu Sióstr Elżbietanek znajdował się wcześniej przy ul. św. Antoniego 26-34, jednak z powodu braku miejsca na rozwój postanowiono zbudować nową siedzibę placówki. Nowy gmach ceglany w stylu neogotyckim dla 250 pacjentów wraz z klasztorem i kościołem wybudowano w latach 1893 - 1896 roku wg projektu Josepha Ebersa na koszt elżbietanek oraz kolejnych dwóch biskupów wrocławskich: Herzoga i Koppa. U-kształtny podpiwniczony główny kompleks szpitala składał się z długiego dwupiętrowego, budynku, równoległego do ul. Grabiszyńskiej i dwóch prostopadle doń ustawionych krótszych  bocznych skrzydeł, które były w części przyległej do długiego budynku również dwupiętrowe, a w dalszej części jednopiętrowe. Oba skrzydła skierowane były ku tyłowi, wyznaczając razem z głównym gmachem tylni dziedziniec wewnętrzny. Dziedziniec ten był częściowo zamknięty od czwartej, tylnej strony przez stojący oddzielnie  parterowy, mały budynek bez piwnic przeznaczony dla pacjentów chorych zakaźnie. Pawilon ten nie przetrwał do dziś. Do południowo-wschodniego rogu głównego kompleksu przylegał nieregularny, zamknięty czworobok budynków z wewnętrznym dziedzińcem, którego północne i wschodnie skrzydło mieściły gospodarcze zaplecze szpitala, zachodnie skrzydło było klasztorem Elżbietanek, a południowym skrzydłem był kościół. Obecnie wszystkie te budowle, poza kościołem wchodzą w skład szpitala. Przed szpitalem i na jego zapleczu utworzono dwa parki dla pacjentów. Szpital zaczął działać w czerwcu 1896. Mieścił oddziały internistyczny, chirurgiczny, ginekologiczny, laryngologiczny i okulistyczny, natomiast w siedzibie przy ul. św. Antoniego urządzono filię, w której leżeli pacjenci nie rokujący szans na wyzdrowienie, w tym geriatyczni. W 1912 dla poszpitalnej rehabilitacji pacjentów Elżbietanki kupiły dom w Małkowicach i na tej bazie zbudowały duży ośrodek, później przeznaczony również na dom spokojnej starości. W 1923 r. doszło do dużego pożaru, w efekcie spalił się cały dach szpitala przy Grabiszyńskiej. W trakcie oblężenia Wrocławia żołnierze niemieccy spalili ok. 20 III 1945 r. większą część wyposażenia, w tym aparatury, a pacjentów i personel ewakuowano w głąb niemieckich pozycji obronnych. Po wojnie zdecydowana większość Elżbietanek z miejscowego klasztoru zarządzającego szpitalem wyjechała do Niemiec, pozostało ich 25, a ostatnie z nich wyjechały do Niemiec w 1962. 
W lipcu 1945 roku szpital został przejęty przez polskie władze i zaczął funkcjonować jako Miejski Szpital Sióstr Elżbietanek. W 1950 roku zlikwidowano oddział internistyczny i ginekologiczno-położniczy i utworzono Szpital Przeciwgruźliczy im. Kazimierza Dłuskiego. Wówczas do szpitala przeniesiono oddział torakochirurgiczny. W wyniku kolejnych przekształceń w latach 1973–1974 powstał Dolnośląski Zespół Przeciwgruźliczy i Chorób Płuc, a następnie Wojewódzki Specjalistyczny Zespół Gruźlicy i Chorób Płuc. W 1983 roku rozpoczyna funkcjonowanie Katedra i Klinika Chirurgii Klatki Piersiowej Akademii Medycznej, a od 1984 roku Klinika Gruźlicy i Chorób Płuc Akademii Medycznej we Wrocławiu. W 2002 roku szpital przybiera nazwę Dolnośląskie Centrum Chorób Płuc we Wrocławiu. W 2008 roku do Dolnośląskiego Centrum Chorób Płuc we Wrocławiu został przyłączony Zespół Szpitalny Chorób Płuc Opieki Długoterminowej w Obornikach Śląskich.
Szpital Elżbietanek był tematem kilku pocztówek wydanych w 1898 r. i w XX w., przed pierwszą wojną światową.

## Struktura
Struktura organizacyjna Dolnośląskiego Centrum Chorób Płuc:
- Izba Przyjęć,
- Oddział Chirurgii Klatki Piersiowej pn. Wrocławski Ośrodek Torakochirurgii,
- Oddział Chorób Wewnętrznych IV,
- Oddział Gruźlicy i Chorób Płuc V z pododdziałem intensywnego nadzoru pulmonologicznego,
- Oddział Gruźlicy i Chorób Płuc Kliniczny VIA, Katedra i Klinika Pulmonologii i Nowotworów Płuc,
- Oddział Gruźlicy i Chorób Płuc VIB,
- Oddział Anestezjologii i Intensywnej Terapii „R”,
- Oddział Onkologii Klinicznej VII,
- Blok Operacyjny.

Placówka Zamiejscowa w Obornikach Śląskich:
- Oddział Gruźlicy i Chorób Płuc I z pododdziałem gruźlicy prątkującej,
- Oddział Gruźlicy i Chorób Płuc II,
- Zakład Pielęgnacyjno–Opiekuńczy.